# Club de Regatas América

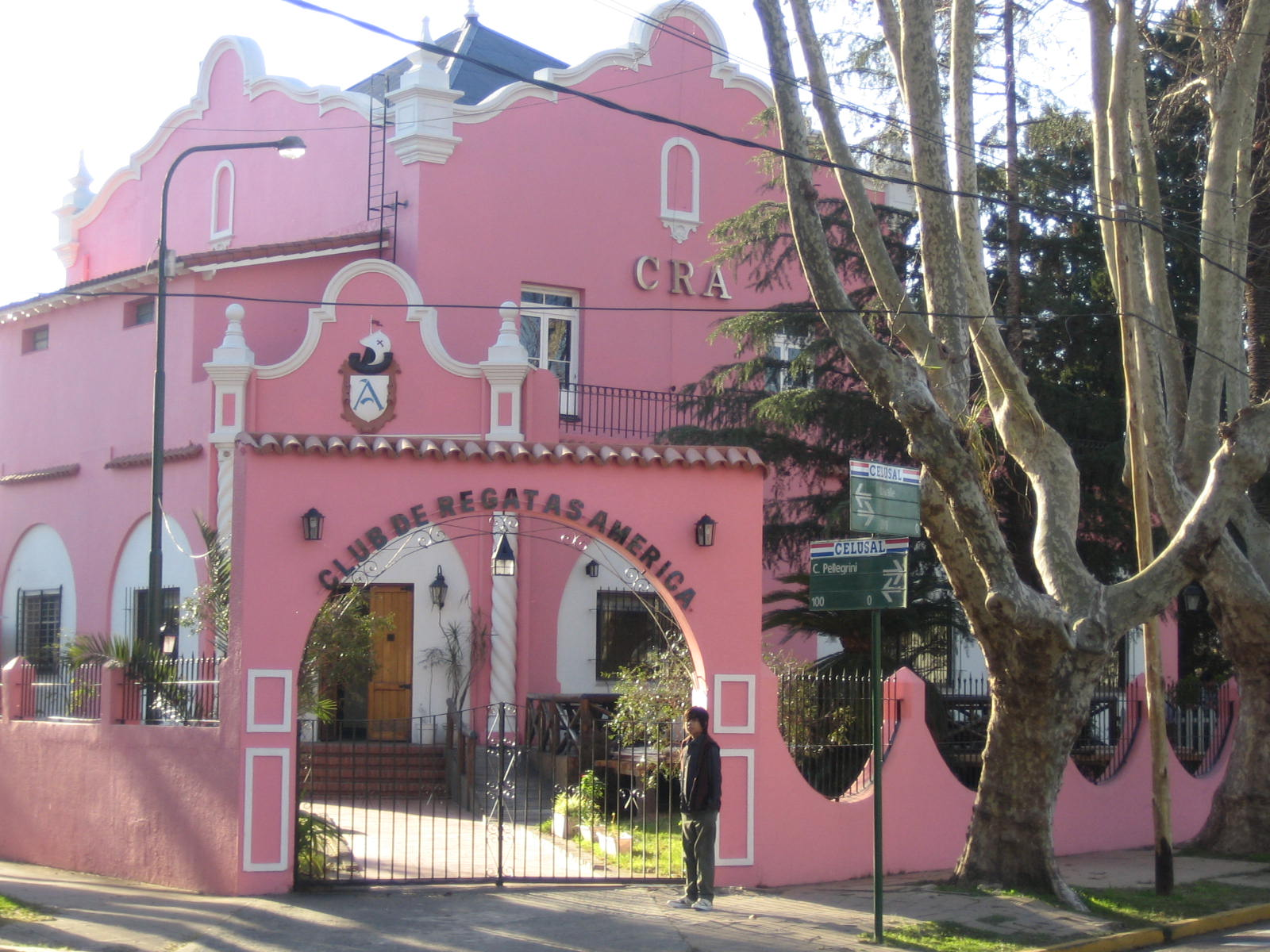
Edificio del club

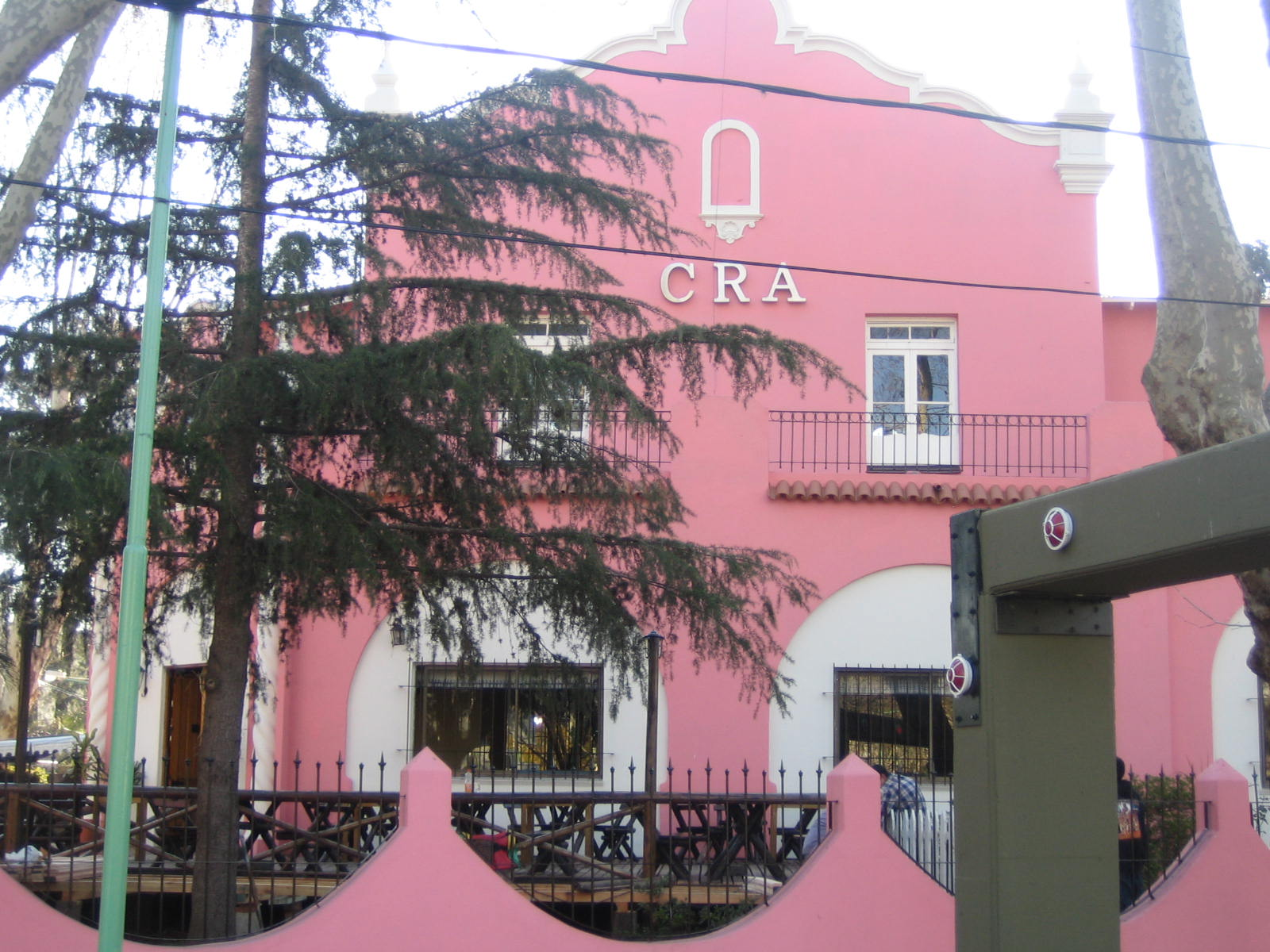
Otra imagen de la sede del club

El Club de Regatas América es un club privado con fines deportivos situado en la ciudad de Tigre en la Provincia de Buenos Aires a unos 30 km de la ciudad de Buenos Aires, Argentina.

## Historia
El club fue fundado en la dársena sur de la Isla Maciel, en Avellaneda, sobre la ribera de un arroyo también llamado Maciel, el 30 de junio de 1920.
En octubre del año 1924 el Club fue desalojado de sus instalaciones en la isla Maciel, pero un grupo de socios adquirió en marzo de 1925 el predio del entonces Nacional Rowing Club en Tigre, alquilándolo al Club.
En 1928, el Club de Regatas América obtuvo su propiedad, gracias a la donación, de los señores Carlos Eiras y Ricardo Malugani. 
Su sede social funcionó entonces en Lavalle 91, Ciudad de Tigre, y su secretaría en Victoria (hoy Calle Hipólito Irigoyen) 710, en la ciudad de Buenos Aires.
El club mantiene sus instalaciones en la calle Lavalle 167 (esquina con Carlos Pelegrini), sobre el río Tigre.
Su actividad principal es la práctica del remo tanto de competencia como de paseo. En los últimos años ha cultivado títulos en el ámbito nacional e internacional basado en un trabajo destinado a jóvenes de la zona.

## Actividades deportivas
El Club posee 3 escuelas de remo:
- Escuela de remo para adultos
- Escuela de remo (para jóvenes y niños)
- Escuela remo travesía: Los miembros participan en el Campeonato Anual de Remo Travesía organizado por la Comisión Interclubes de Remo Travesía (CIRT) y fiscalizado por la Comisión de Regatas Internacionales de Tigre (CRIT).

## Instalaciones
El club posee:
- 1 restaurante abierto al público
- 1 estacionamiento propio para sus asociados y eventuales contratantes.[4]
- 1 salón de eventos sociales llamado "Carlos Eiras", este salón tiene una capacidad de entre 80 a 100 personas.
- Quincho con capacidad para 40 personas
- Parrillas y mesas

### Instalaciones deportivas
El club se especializa en el remo, como muchos de los clubes de la zona, por lo que posee un gran galpón donde se almacenan los botes para el uso de los socios.
El club cuenta además con una piscina.